# Ziua Independenței (film)
Ziua Independenței (1996) este un film american SF de ficțiune apocaliptică despre o invazie extraterestră a Pământului. Vedetele filmului sunt Will Smith, Bill Pullman, Jeff Goldblum, Mary McDonnell, Judd Hirsch, Margaret Colin, Randy Quaid, Robert Loggia, James Rebhorn, Vivica A. Fox, și Harry Connick, Jr. Narațiunea se concentrează pe un grup disperat de oameni care se adună în deșertul Nevada după un atac extraterestru distructiv și care, împreună cu restul populației umane, participă la un contraatac decisiv pe 4 iulie, în aceeași zi cu sărbătorirea Zilei Independenței în Statele Unite. A fost regizat de regizorul german Roland Emmerich, care a scris scenariul împreună cu producătorul Dean Devlin.
În timpul promovării filmului Stargate, lui Emmerich i-a venit ideea filmului pe când răspundea la o întrebare despre credința sa în existența vieții extraterestre. El și Devlin s-au decis să incorporeze în film un atac major, atunci când au observat că în majoritatea filmelor cu astfel de invazii, extratereștrii parcurg mari distanțe în spațiu doar pentru a rămâne ascunși când ajung în preajma Pământului. Filmările au început în iulie 1995 la New York, fiind finalizate la 20 iulie 1996.
Lansarea filmului a fost planificată pe 3 iulie 1996, dar din cauza nerăbdării publicului, multe cinematografe au început difuzarea în seara de 2 iulie, aceeași zi în care începe scenariul filmului. Câștigurile naționale și internaționale combinate ale filmului valorează 816.969.268 $, clasându-se pe al doilea loc, internațional, la această categorie. Actual, este pe locul al 42-lea în clasamentul câștigurilor totale din toate timpurile, și a fost în fruntea celor mai bune filme despre distrugere la scară largă și ficțiune de la mijlocul anilor 1990. A câștigat Premiul Academiei pentru cele mai bune efecte vizuale, și a fost, de asemenea, nominalizat pentru cea mai bună coloană sonoră.
Data lansării pentru o continuare a filmului, Ziua Independenței: Renașterea, este 1 iulie 2016.

## Povestire
Pe 2 iulie, o navă-mamă extraterestră lată de 500 km intră în orbita terestră și lansează mai multe duzine de nave spațiale, „distrugătoare”, în formă de farfurie, fiecare de 24 km diametru. În timp ce se poziționează deasupra orașelor mari ale Pământului, David Levinson, un absolvent ITM lucrând pentru o companie de cabluri din New York, decoperă transmisii ascunse prin satelit care crede că reprezintă un cronometru ce stabilește un atac coordonat al extratereștrilor. Cu ajutorul soției sale înstrăinate, Constance Stapo, un angajat al Casei Albe, el și tatăl său Julius primesc acces în Biroul Oval pentru a avertiza Președintele Thomas J. Whitmore despre atac. Whitmore ordonă evacuări masive ale orașelor țintite, dar extratereștrii atacă cu arme cu direcționare de energie avansate înainte ca evacuările să fie finalizate. Whitmore, o parte din personalul său, și familia Levinson scapă ca prin urechile acului cu Air Force One, în timp ce Washington, D.C. e distrus.
Pe 3 iulie, „Cavalerii Negrii”, o escadrilă de F/A-18 Hornet din U.S. Marine Corps, participă într-un atac asupra unui distrugător în apropiere ruinelor Los Angeles-ului. Armele lor nu reușesc să penetreze câmpul de forță al navei. Zeci de nave de atac sunt lansate de extratereștri pentru a se apăra, și o luptă aeriană - doar din partea extratereștrilor, de fapt - începe, în care toate Hornet-urile sunt distruse. În continuare, multe alte instalații militare americane sunt distruse, incluzând și NORAD. Căpitanul Steven Hiller e singurul care supraviețuiește și duce un atacator în Marele Canion în încercarea de-a scăpa, cauzând ambele aeronave să se prăbușească în deșert. Îl lasă fără conștiință pe extraterestrul rănit, fiind salvat de Rusell Case, care călătorea prin deșert cu un grup de refugiați. Ei aduc extraterestrul în apropierea Zonei 51, unde Whitmore și restul personalului său au aterizat. Zona 51 ascunde o facilitate top-secretă care găzduiește o navă de atac reparată și 3 corpuri extraterestre recuperate de la Roswell în 1947.
Când svanatul Dr. Brackish Okun încearcă să facă o autopsie pe extraterestru, el își recapătă cunoștința și încearcă să scape. Când e întrebat de Whitmore, dezvăluie că specia sa călătorește din planetă în planetă, distrugând toată viața de acolo și luând toate resursele naturale. Extraterestrul încearcă să-l atace pe Whitmore, dar e omorât de gărzile sale. Whitmore ordonă un atac nuclear asupra distrugătoarelor, dar prima încercare eșuează să penetreze câmpul de forță al acestuia, celelalte atacuri planificate fiind anulate.
Pe 4 iulie, Levinson pune la cale un plan, în care folosește nava de atac reparată pentru a introduce un virus de calculator și pentru a pune o bombă nucleară la bordul navei mamă, gândindu-se că asta va distruge câmpurile de forță ale distrugătoarelor. Hiller se oferă voluntar pentru a pilota nava, cu Levinson acompaniindu-l. Ducând lipsă de destui piloți pentru a pilota toate avioanele disponibile, voluntari incluzându-l pe Whitmore și Casse fiind recrutați pentru contraatac.
Odată cu implantarea reușită a virusului, Whitmore conduce atacul împotriva distrugătorului extraterestru ce se apropia de Zona 51. Deși câmpul de forță era dezactivat și avioanele erau capabile să producă daune, rezerva lor de rachete e rapid terminată. În timp de distrugătorul se pregătește să distrugă baza, Casse mai are o singură rachetă dar aceasta se blochează, lăsându-i unica opțiune de a-și sacrifica viața. El își îndreaptă avionul în arma extraterestră într-un atac kamikaze, distrugând nava. Forțele rezistenței umane de pe glob distrug cu succes cealaltă navă, în timp ce dispozitivul nuclear distruge nava mamă în timp ce Hiller și Levinson scapă. Ei se întorc teferi și nevătămați și se reunesc cu familiile lor. Toată lumea sărbătorește victoria eroilor săi, precum și adevărata lor zi a independenței.

## Actori
- Will Smith în rolul Căpitanului Steven Hiller, un pilot de F/A-18 din United States Marine Corps în cadrul VMFA-314. Devlin și Emmerich și-au imaginat din totdeauna un african-american pentru rol,[4] și l-au vrut în special pe Smith după performanța sa în Șase Grade de Separație.[5]
- Bill Pullman  ca Thomas J. Whitmore, Președintele Statelor Unite și un fost pilot de vânătoare în Războiul din Golful Persiei. Pentru a se prepara pentru rol, Pullman a citit „Conducătorii”, de Bob Woodward, și a vizionat filmul documentar Camera de Război.[6]
- Jeff Goldblum ca David Levinson, un expert în calculatoare de la ITM, jucător de șah, și ecologist, lucrând ca tehnician de sateliți în New York.
- Mary McDonnell ca Prima Doamnă Marilyn Whitmore, soția președintelui Whitmore.
- Judd Hirsch ca Julius Levinson, tatăl lui David. Personajul a fost bazat pe un unchi al producătorului Dean Devlin.[7]
- Robert Loggia ca Generalul William Grey, un general în U.S. Marine Corps general care e Președintele Adunării Șefilor de Stat Majori. Loggia a modelat personajul după generalii celui de-al Doilea Război Mondial, în special George S. Patton.[8]
- Randy Quaid ca Russell Casse, un pulverizator de cereale văduv și alcoolic, de asemenea pilot veteran în Războiul din Vietnam care pretinde că a fost răpit de extratereștri cu 10 ani în urmă față de evenimentele din film.
- Margaret Colin ca Constance Spano, Directorul Comunicațiilor Casei Albe și fosta soție a lui David.
- James Rebhorn ca Albert Nimzicki, Secretarul Apărării SUA și fost director al CIA. Rebhorn a descris personajul ca fiind asemănător lui Oliver North.[9]
- Harvey Fierstein ca Marty Gilbert, șeful lui David.
- Adam Baldwin ca Maiorul Mitchell, un ofițer al Forțelor Aeriene SUA, fiind și comandantul Zonei 51.
- Brent Spiner ca Dr. Brackish Okun, savantul dezordonat și ușor excitabil responsabil de cercetările de la Zona 51. Devlin, care e deschis ideii de-al readuce pe Dr. Okun în cadrul unei continuări, a spus că personajul e de fapt în comă, pe când a fost văzut omorât de un extraterestru.[10] Comportamentul personajului e bazat pe cel al supervizorului efectelor speciale Jeffrey A. Okun, cu care Emmerich a lucrat la Stargate.[11]
- James Duval ca Miguel Casse, fiul mai în vârstă a lui Russell.
- Vivica A. Fox ca Jasmine Dubrow, o mamă fără soț, iubita lui Steven (viitoarea soție), și dansatoare exotică.
- Lisa Jakub ca Alicia Casse, fiica adolescentă a lui Russell.
- Ross Bagley ca Dylan Dubrow, fiul lui Jasmine Dubrow.
- Mae Whitman ca Patricia Whitmore, fiica Președintelui Whitmore.
- Bill Smitrovich ca și Căptanul Watson.
- Kiersten Warren ca Tiffany, dansatoare exotică, prietena lui Jasmine.
- Harry Connick, Jr. ca și Căptanul Jimmy Wilder, cel mai bun prieten a lui Steve și pilot coleg. Connick i-a luat rolul lui Matthew Perry, în mod normal cel ales pentru acesta.[12]
- Giuseppe Andrews ca Troy Casse, fiul mai tânăr al lui Russell.
- Frank Welker pentru efectele vocale ale extratereștilor

## Coloana sonoră
Coloana sonoră a fost compusă de David Arnold, obținând 2 lansări oficiale pe CD. RCA a lansat un album de 50 de minute la timpul lansării filmului. Apoi, în 2010, La-La Land Records a lansat o serie de 2 CD-uri (5000 unități), ediție limitată, care cuprindeau întreaga coloană sonoră,. Până și în mai 2013, setul de 2 CD-uri e încă disponibil. Cântecele marcate cu un astweix nu erau disponibile precedent.
RCA, 2 iulie 1996
1. "1969 – We Came in Peace" – 2:04 (compunerile ulterioare conțin versiunea din film a acestui cântec, pe când cele de la început conțineau o altă compoziție)
2. "S.E.T.I. – Radio Signal" – 1:52
3. "The Darkest Day" – 4:13
4. "Cancelled Leave" – 1:45
5. "Evacuation" – 5:47
6. "Fire Storm" – 1:23
7. "Aftermath" – 3:35
8. "Base Attack" – 6:11
9. "El Toro Destroyed" – 1:30
10. "International Code" – 1:32
11. "The President's Speech" – 3:10
12. "The Day We Fight Back" – 4:58
13. "Jolly Roger" – 3:15
14. "End Titles" – 9:08

LaLaLand Records, 27 aprilie 2010
CD 1 (65:31)
1. "1969: We Came in Peace" – 2:01
2. "S.E.T.I. – Radio Signal" – 1:53
3. "Mysto Bridge/Satellite Collision/Destroyers Disengage/Russell Casse – Pilot" – 2:17 *
4. "First Sighting/AWAC Attack" – 2:18 *
5. "The Darkest Day" – 4:14
6. "Moving Day/Countdown" – 2:12 *
7. "Cancelled Leave" – 1:46
8. "Commence Lift-Off/Parabolic Indenwhat?" – 1:17 *
9. "Evacuation" – 5:48
10. "Firestorm" – 1:24
11. "Aftermath" – 3:36
12. "Base Attack" – 6:11
13. "Marilyn Found" – 1:29 *
14. "Area 51/The Big Tamale/Formaldehyde Freak Show" – 4:12 *
15. "El Toro Destroyed" – 1:31
16. "Slimey Wakes Up" – 5:24 *
17. "Target Remains/Rescue" – 5:56 *
18. "The Death of Marilyn/Dad's a Genius" – 3:34 *
19. "Alien Ship Powers Up" – 1:46 *
20. "International Code" – 1:32
21. "Wedding" – 1:50 *
22. "The President's Speech" – 3:11

CD 2 (63:34)
1. "Just in Case/Attacker Fires Up" – 3:10 *
2. "The Launch Tunnel/Mutha Ship/Virus Uploaded" – 8:27 *
3. "Hide!/Russell's Packin' (The Day We Fight Back)" – 4:44 *
4. "He Did It" – 1:33 *
5. "Jolly Roger" – 3:17
6. "Victory" – 3:40 *
7. "End Credits" – 9:07

Cântece bonus:
1. "1969: We Came in Peace" (versiune diferită) – 2:11 *
2. "Destroyers Disengage" (fără cor) – 0:34 *
3. "Cancelled Leave" (versiune diferită) – 1:43 *
4. "Commence Lift-Off" (versiune diferită) – 0:55 *
5. "Base Attack" (segment; film version) – 2:27 *
6. "Marilyn Found" (fără cor) – 1:28 *
7. "Target Remains/Rescue" (versiune diferită) – 2:40 *
8. "Dad's a Genius" (versiune diferită) – 0:45 *
9. "Attacker Fires Up" (versiune originală; fără cor) – 2:01 *
10. "Virus Uploaded" (versiune diferită) – 2:35 *
11. "The Day We Fight Back" (versiune originală) – 5:48
12. "Jolly Roger" (versiune diferită) – 3:22 *
13. "End Credits" (segment; fără cor) – 2:47 *

## Premii și nominalizări
| Premiu                             | Subiect                                                | Nominalizați                                               | Rezultat     |
| ---------------------------------- | ------------------------------------------------------ | ---------------------------------------------------------- | ------------ |
| Premiile CAS                       | Cea mai bună Coloană Sonoră                            | Chris Carpenter, Bob Beemer, Bill W. Benton și Jeff Wexler | Nominalizare |
| Premiul Academiei                  | Cea mai bună Coloană Sonoră                            | Chris Carpenter, Bob Beemer, Bill W. Benton și Jeff Wexler | Nominalizare |
| Premiul Academiei                  | Cele mai bune Efecte Vizuale                           | Volker Engel, Douglas Smith, Clay Pinney și Joe Viskocil   | Câștigat     |
| Premiile Saturn                    | Cele mai bune Efecte Speciale                          | Volker Engel, Douglas Smith, Clay Pinney și Joe Viskocil   | Câștigat     |
| Premiile Saturn                    | Cel mai bun Film de Ficțiune                           |                                                            | Câștigat     |
| Premiile Saturn                    | Cel mai bun Director                                   | Roland Emmerich                                            | Câștigat     |
| Premiile Saturn                    | Cel mai bun Scenarist                                  | Roland Emmerich și Dean Devlin                             | Nominalizare |
| Premiile Saturn                    | Cea mai bună Costumație                                | Joseph A. Porro                                            | Nominalizare |
| Premiile Saturn                    | Cel mai bun Actor Secundar                             | Brent Spiner                                               | Nominalizare |
| Premiile Saturn                    | Cea mai bună Actoriță Secundară                        | Vivica A. Fox                                              | Nominalizare |
| Premiile Saturn                    | Cel mai bun Actor Tânăr                                | James Duval                                                | Nominalizare |
| Premiile Saturn                    | Cea mai bună Muzică                                    | David Arnold                                               | Nominalizare |
| Premiile Saturn                    | Cel mai bun Actor                                      | Jeff Goldblum                                              | Nominalizare |
| Premiile Saturn                    | Cel mai bun Actor                                      | Will Smith                                                 | Nominalizare |
| Premiile Nickleodeoon              | Favorite Movie Actor                                   | Will Smith                                                 | Nominalizare |
| Premiile Nickleodeoon              | Cel mai bun Film                                       |                                                            | Câștigat     |
| Premiile Hugo                      | Cea mai bună Prezentare Dramatică                      |                                                            | Nominalizare |
| Premiile Actorilor Tineri          | Cel mai bun Actor Tânăr                                | Ross Bagley                                                | Nominalizare |
| Premiile Alegerii Oamenilor        | Cel mai bun Film Dramatic                              |                                                            | Câștigat     |
| Premiile MTV Movie                 | Cea mai bună Scenă de Acțiune                          | Extratereștrii distrug orașe                               | Nominalizare |
| Premiile MTV Movie                 | Cel mai bun Film                                       |                                                            | Nominalizare |
| Premiile MTV Movie                 | Cea mai bună Performanță a unui Bărbat                 | Will Smith                                                 | Nominalizare |
| Premiile MTV Movie                 | Cel mai bun Progres                                    | Vivica A. Fox                                              | Nominalizare |
| Premiile MTV Movie                 | Cel mai bun Sărut                                      | Will Smith și Vivica A. Fox                                | Câștigat     |
| Premiile Granny                    | Cea mai bună Compoziție Instrumentală scrisă pentru TV | David Arnold                                               | Câștigat     |
| Premiile Satellite                 | Efecte Vizuale Extraordinare                           | Volker Engel, Douglas Smith, Clay Pinney și Joe Viskocil   | Câștigat     |
| Premiile Satellite                 | Editare Extraordinară                                  | David Brenner                                              | Câștigat     |
| Premiile Mainichi                  | Cel mai bun Film într-o Limbă Străină                  |                                                            | Câștigat     |
| Premiile Academiei Japoneze        | Cel mai bun Film într-o Limbă Străină                  |                                                            | Nominalizare |
| Premiile Amanda                    | Cel mai bun Film într-o Limbă Străină                  |                                                            | Nominalizare |
| Premiile Blockbuster Entertainment | Cel mai bun Actor - Ficțiune                           | Will Smith                                                 | Câștigat     |
| Premiile Universe Readers Choice   | Cel mai bun Actor                                      | Will Smith                                                 | Câștigat     |
| Premiile Universe Readers Choice   | Cea mai bună Actoriță într-un Rol Secundar             | Vivica A. Fox                                              | Câștigat     |
| Premiile Universe Readers Choice   | Cel mai bun Film de Ficțiune                           |                                                            | Câștigat     |
| Premiile Universe Readers Choice   | Cele mai bune Efecte Speciale                          | Volker Engel, Douglas Smith, Clay Pinney și Joe Viskocil   | Câștigat     |
| Premiile Universe Readers Choice   | Cel mai bun Regizor                                    | Roland Emmerich                                            | Câștigat     |
| Premiile Universe Readers Choice   | Cea mai bună Coloană Sonoră                            | David Arnold                                               | Câștigat     |
| Premiile Universe Readers Choice   | Cea mai bună Cinematografie                            | Karl Walter Lindenlaub                                     | Câștigat     |
| Premiile Universe Readers Choice   | Cel mai bun Scenariu                                   | Roland Emmerich și Dean Devlin                             | Câștigat     |
| Premiile Golden Raspberry          | Cel mai Rău Film cu Încasări de Peste 100 mil. $       | Roland Emmerich și Dean Devlin                             | Nominalizare |

## Continuări
In partea a doua lansată in 2016 nu a jucat Will Smith, dar Jeff Goldblum va rămâne.